# Віваро
Віваро (італ. Vivaro) — муніципалітет в Італії, у регіоні Фріулі-Венеція-Джулія, провінція Порденоне.
Віваро розташоване на відстані близько 470 км на північ від Рима, 95 км на північний захід від Трієста, 17 км на північний схід від Порденоне.
Населення — 1384 особи (2014).

## Демографія
Населення за роками:

Станом на 1 січня 2023 року в муніципалітеті офіційно проживало 129 іноземців з 22 країн, серед них 41 громадянин країн Євросоюзу.

## Сусідні муніципалітети
- Арба
- Корденонс
- Маніаго
- Сан-Джорджо-делла-Рикінвельда
- Сан-Куїрино
- Спілімберго